# Protopelicanus cuvierii
Protopelicanus cuvierii  — викопний вид навколоводного птаха невизначеного систематичного становища. Вид описаний по скам'янілих рештках, які були знайдені у Франції у 1822 році, але описані лише у 1852. Голотип складається з лівої лопатки та лівого стегна. Він зберігається у Національному музеї Природознавства у Парижі. Автор опису Людвіг Райхенбах відніс вид до ряду пеліканоподібних. Інші дослідники зближують вид з олушевими або вимерлими пелагорнітидами.
Видову назву надано на честь французького палеонтолога Жоржа Кюв'є.